# バレーボール男子世界クラブ選手権
バレーボール男子世界クラブ選手権（英語: FIVB Men's Club World Volleyball Championship）は、国際バレーボール連盟（FIVB）が主催する男子バレーボールの国際大会である。この大会はいわゆるクラブチームの各大陸王者が集い開催されるもので、バレーボールクラブチーム世界一を決める唯一の大会である。
大会自体は1989年に初開催、1992年まで毎年開催されていた。2009年に17年ぶりの復活となった。

## 大会方式
5大陸の各王者に開催国王者、さらにワイルドカード（主催者推薦）2チームを加えた計8チームが参加。
まず4チームずつ2グループに分けてラウンドロビン方式で上位2チームが決勝トーナメントに進出。ノックアウト方式でクラブ世界一を争う。トーナメント初戦はA組1位とB組2位が第1試合を／A組2位とB組1位が第2試合を戦い負けると3位決定戦へ回り勝てば決勝戦へ進める。

## 開催結果
| 年度 | 開催地                                             | 優勝                                               | 準優勝                                             | 3位                                                | 4位                                                |
| ---- | -------------------------------------------------- | -------------------------------------------------- | -------------------------------------------------- | -------------------------------------------------- | -------------------------------------------------- |
| 1989 | パルマ                                             | マキシコーノ・パルマ                               | CSKAモスクワ                                       | ピレリ・サントアンドレ                             | バネスパ・サンパウロ                               |
| 1990 | ミラノ                                             | メディオラヌム・ミラノ                             | バネスパ・サンパウロ                               | マキシコーノ・パルマ                               | イル・メッサッジェーロ・ラヴェンナ                 |
| 1991 | サンパウロ                                         | イル・メッサッジェーロ・ラヴェンナ                 | バネスパ・サンパウロ                               | メディオラヌム・ミラノ                             | フランゴスル・ジナスティカ                         |
| 1992 | トレヴィーゾ                                       | ミズーラ・メディオラヌム・ミラノ                   | シスレー・トレヴィーゾ                             | オリンピアコス                                     | イル・メッサッジェーロ・ラヴェンナ                 |
| 2009 | ドーハ                                             | トレンティーノ・バレー                             | スクラ・ベウハトゥフ                               | ゼニト・カザン                                     | ペイカン・テヘラン                                 |
| 2010 | ドーハ                                             | トレンティーノ・バレー                             | スクラ・ベウハトゥフ                               | ペイカン・テヘラン                                 | ドレアン・ボリバル                                 |
| 2011 | ドーハ                                             | トレンティーノ・バレー                             | ヤストシェンブスキ・ヴェンギェル                   | ゼニト・カザン                                     | SESI                                               |
| 2012 | ドーハ                                             | トレンティーノ・バレー                             | サダ・クルゼイロ (en)                              | スクラ・ベウハトゥフ                               | ゼニト・カザン                                     |
| 2013 | ベチン                                             | サダ・クルゼイロ                                   | ロコモティフ・ノヴォシビルスク                     | トレンティーノ・バレー                             | UPCN (en)                                          |
| 2014 | ベチン                                             | ベロゴリエ・ベルゴロド                             | アル・ラーヤン                                     | UPCN                                               | サダ・クルゼイロ                                   |
| 2015 | ベチン                                             | サダ・クルゼイロ                                   | ゼニト・カザン                                     | UPCN                                               | ペイカン・テヘランVC                               |
| 2016 | ベチン                                             | サダ・クルゼイロ                                   | ゼニト・カザン                                     | トレンティーノ・バレー                             | ドレアン・ボリバル                                 |
| 2017 | ワルシャワ                                         | ゼニト・カザン                                     | クチーネ・ルーベ・チヴィタノーヴァ                 | サダ・クルゼイロ                                   | スクラ・ベウハトゥフ                               |
| 2018 | ワルシャワ                                         | トレンティーノ・バレー                             | クチーネ・ルーベ・チヴィタノーヴァ                 | フェケル・ノブィ・ウレンゴイ                       | アセッコ・レソヴィア                               |
| 2019 | ベチン                                             | クチーネ・ルーベ・チヴィタノーヴァ                 | サダ・クルゼイロ                                   | ゼニト・カザン                                     | アル・ラーヤン                                     |
| 2020 | 新型コロナウイルス感染症(COVID-19)の流行により中止 | 新型コロナウイルス感染症(COVID-19)の流行により中止 | 新型コロナウイルス感染症(COVID-19)の流行により中止 | 新型コロナウイルス感染症(COVID-19)の流行により中止 | 新型コロナウイルス感染症(COVID-19)の流行により中止 |
| 2021 | ベチン                                             | サダ・クルゼイロ                                   | クチーネ・ルーベ・チヴィタノーヴァ                 | トレンティーノ・バレー                             | FUNVICタウバテ                                     |
| 2022 | ベチン                                             | シル・サフェーティ・ペルージャ                     | トレンティーノ・バレー                             | サダ・クルゼイロ                                   | イタンベ・ミナス                                   |
| 2023 | バンガロール                                       | シル・シコマ・ペルージャ                           | イタンベ・ミナス                                   | サントリーサンバーズ                               | ハルクバンク                                       |
| 2024 | ウベルランジア                                     | サダ・クルゼイロ                                   | トレンティーノ・バレー                             | フラードシルジャン                                 | クチーネ・ルーベ・チヴィタノーヴァ                 |